# Anila Wilms
Anila Wilms (ur. 1971 w Tiranie) – albańska pisarka i publicystka. 

## Życiorys

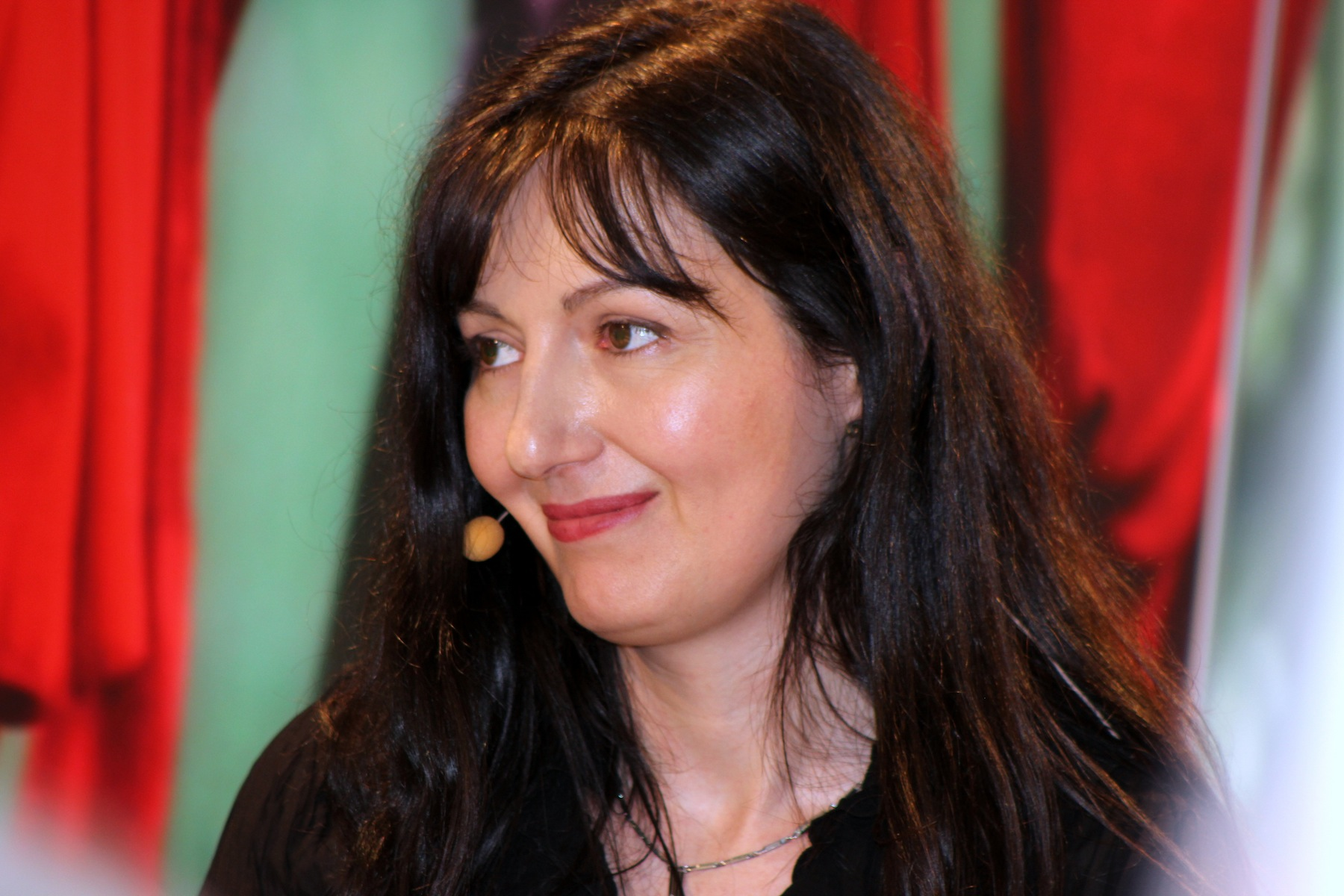
Anila Wilms, Targi książki we Frankfurcie, 2013

Anila Wilms urodziła się w 1971 roku w Tiranie. Dorastała w albańskim mieście portowym Durrës. Ze strony matki pochodzi z rodziny bogatych i wpływowych politycznie bejów, którzy zostali wywłaszczeni i pozbawieni władzy po 1945 roku jako wrogowie reżimu komunistycznego. W latach 1989–1993 studiowała historię i filologię na Uniwersytecie Tirańskim.
W 1994 roku wyjechała do Berlina jako stypendystka Deutscher Akademischer Austauschdienst (DAAD), gdzie mieszka i pracuje. W 2007 roku ukazała się jej pierwsza powieść Vrasje në rrugën e veriut, wydana w języku albańskim. Prawie rok zajęło jej przetłumaczenie powieści na język niemiecki i w  2012 roku wydała ją ponownie pt. Das albanische Öl oder Mord auf der Straße des Nordens. W 2018 roku została przetłumaczona na język francuski. Powieść łączy w sobie kilka gatunków – kryminał, powieść historyczną i polityczną oraz thriller. 
W 2013 roku otrzymała za tę książkę Adelbert-von-Chamisso-Förderpreis i Debütkrimipreis 2013 der Stuttgarter Kriminächte.

## Wybrane dzieła
- Vrasje në rrugën e veriut, 2007
- Das albanische Öl oder Mord auf der Straße des Nordens, 2012